# Vinaiak Dámodar Savarkar
Vinaiak Dámodar Savarkar (Bhagur, distrito de Nashik, 28 de mayo de 1883 - Bombay, 26 de febrero de 1966) fue un político indio, un nacionalista de derechas cuyo movimiento apostó por la Independencia de la India, a quien se atribuye el desarrollo de la ideología política nacionalista y religiosa Hindutwa. 
Fue opositor a Gandhi y al Partido del Congreso y a la izquierda. Se le vincula como referente ideológico del grupo militante de derecha religiosa hinduista, el RSS. 
Fue acusado incluso, de ser el autor intelectual del asesinato de Gandhi, pero fue absuelto.

## Nombre
- vināyaka dāmodara sāvarakara en el sistema AITS (alfabeto internacional para la transliteración del sánscrito).
- विनायक दामोदर सावरकर en letra maratí y en letra devanagari.

## Biografía

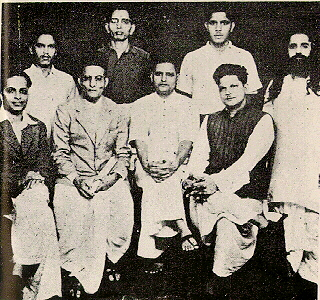
Foto de 1949 del grupo de los acusados en el asesinato de Mahatma Gandhi (1869-1948).
De pie: Shankar Kistaiya, Gopal Godse, Madanlal Pahwa, Digambar Ramchandra Badge.
Sentados: Narayan Apte, Vinaiak Savarkar, Nathuram Godse y Vishnu Karkare.

Era llamado Vir Savarkar (वीर सावरकर, el Bravo Savarkar), y actualmente es considerado un ícono de los actuales partidos políticos nacionalistas hindúes.
Las actividades revolucionarias de Savarkar comenzaron cuando estudiaba en la India e Inglaterra, donde se asoció con el grupo revolucionario India House (Casa de la India) y fundó las sociedades estudiantiles Abhinav Bharat Society y la Sociedad de la India Libre. También publicó folletos que defendían la causa de la independencia india por medios revolucionarios.
Savarkar publicó La guerra de la independencia de la India, acerca de la rebelión india de 1857. Este texto fue prohibido por las autoridades británicas.
En 1910 fue arrestado por sus vínculos con el grupo revolucionario India House. Después de un fallido intento de escapar mientras era transportado desde Marsella, Savarkar fue condenado a dos cadenas perpetuas más 50 años de prisión, y trasladado a la cárcel en las islas Andamán y Nicobar.
Durante su estancia en la cárcel, Savarkar escribió la obra en que describió el hindutuá (‘hinduidad’), una defensa abierta del nacionalismo hindú.
En 1921 fue liberado con restricciones después de firmar una petición de clemencia en la que renunciaba a las actividades revolucionarias.
En los siguientes años viajó mucho, y se convirtió en un orador enérgico, abogando por la unidad política y social india.
Fue elegido presidente del Hindu Mahasabha, Savarkar hizo suyo el ideal de la India como un Hindu Rastra (gobierno de hinduistas) hindú.
En 1942 se opuso a la lucha Quit India (‘abandonen la India’), calificándola despectivamente como el movimiento «abandonen la India pero mantengan su ejército imperial». Se convirtió en un crítico feroz del Congreso Nacional Indio y la aceptación de la partición de la India en una India musulmana y otra hinduista.
Sus últimos años fueron perturbados por las acusaciones de implicación en el asesinato de Mahatma Gandhi (1869-1948). Fue absuelto ya que no se pudieron probar los cargos en su contra.
El aeropuerto internacional de Port Blair, capital de las islas Andamán y Nicobar, ha sido nombrado Veer Savarkar International Airport.
La placa conmemorativa en India House ―fijada por la Comisión de Inglaterra de Edificios Históricos y Monumentos― dice: «Vinayak Damodar Savarkar 1883-1966 Indian patriot and philosopher lived here» (‘aquí vivió el patriota y filósofo indio Vinayak Damodar Savarkar [1883-1966]’).

## Opiniones religiosas y políticas

### Hinduismo
A diferencia de Dayananda Sarasvati, Swami Vivekananda y Sri Aurobindo, quienes eran "hombres de religión" que introdujeron reformas en la sociedad y pusieron al hinduismo por delante del mundo, Savarkar mezcló política y religión y comenzó una forma extrema de nacionalismo hindú.
Durante su encarcelamiento, las opiniones de Savarkar comenzaron a virar cada vez más hacia el nacionalismo cultural y político hindú, y la siguiente fase de su vida permaneció dedicada a esta causa.En el breve período que pasó en la cárcel de Ratnagiri, Savarkar publicó su tratado ideológico Hindutva: ¿Quién es un hindú? en 1923.En esta obra, Savarkar promueve una nueva visión de largo alcance de la conciencia social y política hindú. Savarkar comenzó a describir a un "hindú" como un habitante patriótico de Bharatavarsha, aventurándose más allá de una identidad religiosa.Si bien enfatizó la necesidad de la unidad patriótica y social de todas las comunidades hindúes, describió el hinduismo, el jainismo, el sijismo y el budismo como uno y lo mismo. Esbozó su visión de un "Hindu Rashtra" (Nación hindú) como "Akhand Bharat" (India unida), que supuestamente se extendería por todo el subcontinente indio.Definió a los hindúes como no arios ni dravidianos, sino como "gente que vive como hijos de una patria común, adorando una tierra santa común".
Según Sharma, la celebración y justificación que hizo Savarkar de la violencia contra las mujeres y los niños [británicos] en su descripción del motín de 1857, "transformó el Hindutva en la imagen misma del Islam que él definió y encontró tan intolerablemente objetable".
Los académicos, historiadores y políticos indios han estado divididos en su interpretación de las ideas de Savarkar. Savarkar, que se describe a sí mismo como ateo,considera que ser hindú es una identidad cultural y política. A menudo hizo hincapié en la unidad social y comunitaria entre hindúes, sijs, budistas y jainistas, con exclusión de musulmanes y cristianos. Savarkar veía a los musulmanes y cristianos como "inadaptados" a la civilización india que no podían ser verdaderamente parte de la nación.Argumentó que los lugares más sagrados del Islam y el cristianismo están en Oriente Medio y no en la India, por lo que la lealtad de los musulmanes y los cristianos hacia la India está dividida.
Después de su liberación de la cárcel el 6 de enero de 1924,Savarkar ayudó a fundar la organización Ratnagiri Hindu Sabha, con el objetivo de trabajar por la preservación social y cultural de la herencia y la civilización hindú.
Savarkar centró sus energías en la escritura y escribió el libro Hindu Pad-pada-shahi,un libro que documenta el Imperio Maratha, y Mi transporte para toda la vida, un relato de sus primeros días revolucionarios, su arresto, juicio y encarcelamiento.También escribió y publicó una colección de poemas, obras de teatro y novelas. También escribió un libro llamado Majhi Janmathep ("Mi vida") sobre su experiencia en la prisión de Andamán.

### Ortodoxia hindú
Criticó con vehemencia una serie de prácticas religiosas hindúes que consideraba irracionales y un obstáculo para el progreso material de los hindúes. Creía que la religión era un aspecto sin importancia de la "identidad hindú".
Se oponía al sistema de castas y en su ensayo de 1931 titulado Los siete grilletes de la sociedad hindú, escribió: "Uno de los componentes más importantes de tales mandatos del pasado que hemos llevado a cabo ciegamente y que merece ser arrojado a los basureros de la historia es el rígido sistema de castas".
Sin embargo, en 1939, Savarkar aseguró que su partido, Hindu Mahasabha, no necesariamente apoyaría la entrada de los intocables a los templos. Savarkar dijo: "Por lo tanto, el partido no introducirá ni apoyará una legislación obligatoria sobre la entrada de los intocables, etc., a los templos antiguos más allá del límite permitido a los no hindúes por la costumbre vigente hoy en día".

### Constitución de la India
Savarkar, en su libro “Las mujeres en el Manusmriti”, escribió: “Lo peor de la nueva constitución de Bharat es que no tiene nada de Bharatiya (India). El Manusmriti es la escritura más venerable después de los Vedas para nuestra nación hindú y que desde la antigüedad se ha convertido en la base de nuestra cultura, costumbres, pensamiento y práctica. Este libro ha codificado durante siglos la marcha espiritual y divina de nuestra nación. Incluso hoy en día, las reglas que siguen millones de hindúes en sus vidas y prácticas se basan en el Manusmriti”.B. R. Ambedkar, presidente del comité que redactó la Constitución de la India, criticó al Manusmriti como responsable del sistema de castas en la India.

### Fascismo
En un discurso ante una audiencia de 20.000 personas en Pune el 1 de agosto de 1938, Savarkar defendió el derecho de la Alemania nazi al nazismo y el de Italia al fascismo; su logro de una gloria sin precedentes en el escenario mundial y una exitosa inculcación de la solidaridad nacional justificaban esas decisiones.Savarkar criticó a Nehru por denunciar a Alemania e Italia, proclamando que "millones de sanghatanistas hindúes en la India [...] no abrigaban ninguna mala voluntad hacia Alemania, Italia o el Japón imperial".Proclamó su apoyo a la ocupación alemana de Checoslovaquia en el mismo aliento.
Cuando la Segunda Guerra Mundial se hizo inminente, Savarkar inicialmente había abogado por una política de neutralismo centrada en las ecuaciones geoestratégicas de la India, pero su retórica se volvió más burda con el tiempo y expresó un apoyo constante a la política de Hitler sobre los judíos.En un discurso del 14 de octubre, se sugirió que se adoptaran las formas de Hitler para tratar con los musulmanes indios.El 11 de diciembre, caracterizó a los judíos como una fuerza comunitaria.En marzo siguiente, Savarkar daría la bienvenida al resurgimiento de la cultura aria en Alemania, su glorificación de la esvástica y la "cruzada" contra los enemigos arios: se esperaba que la victoria alemana finalmente vigorizara a los hindúes de la India.
El 5 de agosto de 1939, Savarkar destacó cómo una línea común de "pensamiento, religión, idioma y cultura" era esencial para la nacionalidad, impidiendo así que los alemanes y los judíos fueran considerados una sola nación.A finales de año, estaba equiparando directamente a los musulmanes de la India con los judíos alemanes: en palabras de Chetan Bhatt, ambos eran sospechosos de albergar lealtades extranacionales y se convirtieron en presencias ilegítimas en una nación orgánica.Estos discursos circularon en los periódicos alemanes y la Alemania nazi incluso asignó una persona de contacto para interactuar con Savarkar, quien estaba haciendo esfuerzos sinceros por forjar una relación de trabajo con los nazis. Finalmente, Savarkar recibiría una copia de Mein Kampf.

### Nazis y judíos
Savarkar apoyó la política antijudía de Hitler. En 1939, consideró que "los alemanes y los judíos no podían ser considerados una nación". Ese mismo año, comparó a los musulmanes indios con los judíos de Alemania diciendo que "los musulmanes indios están en general más inclinados a identificarse a sí mismos y a sus intereses con los musulmanes fuera de la India que con los hindúes que viven al lado, como los judíos en Alemania".
En 1941, Savarkar apoyó el reasentamiento de los judíos en su patria, Israel, en lo que creía que defendería al mundo contra la agresión islámica.En su carta del 19 de diciembre de 1947, Savarkar celebró "el establecimiento del Estado judío independiente en Palestina por motivos morales y políticos", al tiempo que agregó que "el pueblo judío no tiene mala voluntad política hacia el hinduismo".
Se desconoce si Savarkar retiró su apoyo a la Alemania nazi después de que el Holocausto se hiciera de conocimiento público.Sin embargo, el 15 de enero de 1961 había hablado favorablemente del nazismo de Hitler contra la "democracia cobarde" de Nehru.

### Teoría de las dos naciones
En sus primeros escritos, Savarkar defendía la "independencia de la India del dominio británico", mientras que en escritos posteriores se centraba en la "independencia hindú de los cristianos y los musulmanes".En su libro de 1909 La guerra de independencia de la India, Savarkar enfatiza la unidad hindú-musulmana, afirmando que trabajaron juntos para "liberar su país" durante el levantamiento de 1857. En su introducción al libro, Savarkar afirma que el sentimiento de odio contra los musulmanes era necesario durante el período de Shivaji, pero sería "injusto y tonto" alimentar tal odio ahora.
En 1923, cuando se publicó su obra Fundamentos de Hindutva, Savarkar ya no enfatizaba la unidad hindú-musulmana, y se enfocaba principalmente en los "hindúes" en lugar de los "indios".Sus escritos sobre Hindutva surgieron inmediatamente después de que lo trasladaran de la Cárcel Celular a una prisión en Ratnagiri en 1921, y por lo tanto, los estudiosos posteriores han especulado si su estadía en estas prisiones contribuyó a un cambio en sus puntos de vista. Estos estudiosos señalan las afirmaciones de Savarkar de que los guardias musulmanes en la Cárcel Celular trataban a los prisioneros musulmanes de manera favorable, mientras que maltrataban a los hindúes; el panislámico Movimiento Khilafat también puede haber influenciado sus puntos de vista sobre los musulmanes mientras permaneció en Ratnagiri durante 1921-1923. Según Bhai Parmanand, su compañero de prisión en la Cárcel Celular durante 1915-1920, Savarkar ya había formado sus ideas sobre Hindutva antes de que se conocieran.

En 1937, durante la 19ª sesión del Hindu Mahasabha en Ahmedabad, Savarkar apoyó la teoría de las dos naciones.Dijo:
En la India conviven dos naciones antagónicas. Hoy en día no se puede considerar que la India sea una nación unitaria y homogénea. Por el contrario, en la India conviven principalmente dos naciones: los hindúes y los musulmanes.
En la década de 1940, la teoría de las dos naciones fue apoyada por Muhammad Ali Jinnah y Savarkar.Savarkar declaró el 15 de agosto de 1943, en Nagpur:
No tengo nada en contra de la teoría de las dos naciones del señor Jinnah. Los hindúes somos una nación por nosotros mismos y es un hecho histórico que los hindúes y los musulmanes somos dos naciones.
Savarkar no sólo habló del hinduismo, la nación hindú y el Raj hindú, sino que también quería confiar en los sijs del Punjab para establecer un Sijistán. Savarkar aseguró a los sijs que "cuando los musulmanes despertaran de sus ensoñaciones sobre Pakistán, verían establecido en cambio un sijistán en el Punjab".Savarkar instigó aún más a los sijs al afirmar que los sijs habían ocupado anteriormente Afganistán cuando no eran muchos y que ahora hay millones de sijs.

### Musulmanes
Desde su estancia en prisión, Savarkar fue conocido por sus escritos antimusulmanes. Historiadores como Rachel McDermott, Leonard A. Gordon, Ainslie Embree, Frances Pritchett y Dennis Dalton afirman que Savarkar promovió una forma antimusulmana de nacionalismo hindú.
Savarkar consideraba que los musulmanes que trabajaban en la policía y el ejército indios eran "traidores potenciales". Abogó por que la India redujera el número de musulmanes en el ejército, la policía y el servicio público y prohibiera a los musulmanes poseer o trabajar en fábricas de municiones.Savarkar criticó a Gandhi por estar preocupado por los musulmanes indios.
En su libro de 1963 Seis épocas gloriosas de la historia india, Savarkar dice que los musulmanes y los cristianos querían "destruir" el hinduismo.

### Mujeres
El historiador Vinayak Chaturvedi escribe que en un discurso de 1937 Savarkar dijo que "la cocina y los niños eran los deberes principales de las mujeres" y sugirió que tuvieran hijos sanos. A diferencia de Tilak, que dijo que a las mujeres no se les debía permitir la educación en absoluto porque la lectura puede hacerlas "inmorales" e "insubordinadas", Savarkar tenía una opinión menos extrema. Savarkar no se oponía a la educación de las mujeres, pero sugirió que la educación se centrara en cómo podían ser buenas madres y crear una generación de niños patrióticos. En un ensayo, "La belleza y el deber de las mujeres", afirmó que el principal deber de una mujer era con sus hijos, su hogar y su país. Según Savarkar, cualquier mujer que se desviara de sus deberes domésticos era "moralmente culpable de abuso de confianza".

En su libro de 1963 Seis épocas gloriosas de la historia de la India, Savarkar abogó por el uso de la violación como herramienta política.Acusó a las mujeres musulmanas de apoyar activamente las atrocidades de los hombres musulmanes contra las mujeres hindúes, Savarkar escribió que las jóvenes y hermosas muchachas musulmanas deberían ser capturadas, convertidas y presentadas a los guerreros maratha para recompensarlos, afirmando que el gobernante musulmán Sultán Tipu había distribuido de manera similar a las niñas hindúes entre sus guerreros. Escribió además:
Que los sultanes y sus pares se comprometan a vengar, en caso de victoria hindú, el abuso y la detestable suerte que hemos sufrido de las mujeres musulmanas. Una vez que se sientan acosados por el terrible temor de que las mujeres musulmanas también se encuentren en la misma situación en caso de victoria hindú, los futuros conquistadores musulmanes nunca se atreverán a pensar en semejante abuso contra las mujeres hindúes.
Según Sharma, basándose en las enseñanzas de Swami Ramdas, Savarkar justifica el asesinato de innumerables mujeres y niños británicos en 1857. Sharma ha traducido algunos pasajes de "Savarkar Samgraha", que está originalmente en el idioma nativo de Savarkar, al inglés para dar ejemplos.
En Jhansi, 12 mujeres, 23 niños y 75 hombres fueron asesinados. Savarkar llama a esta matanza de blancos británicos un Bali o "sacrificio sagrado".

En la página 202 del Volumen 5, Savarkar Samgraha, en su lengua materna, Savarkar escribe (traducido por Sharma):
Las mujeres tenían niños pequeños en sus regazos y estos niños se aferraban a sus madres. Estas mujeres, bebés y niños mayores eran culpables de ser blancos y fueron decapitados con una espada negra.
Cuando algunos hombres, mujeres y niños fueron asesinados en el río Ganges, Savarkar describe esto como una "celebración" del aniversario de Plassey en la página 196.En Kanpur, cuando 150 niños y mujeres fueron asesinados, cita sin emoción a Sharma en su lengua materna que "los carniceros entraron en Bibigarh... y un mar de sangre blanca se extendió por todas partes".En otro incidente del 16 de mayo, Savarkar describe el destino de las mujeres y los niños ingleses de la siguiente manera:
Si alguna mujer o algún niño pedía clemencia, la gente gritaba: “Venganza por las cadenas de Meerut, venganza por la esclavitud, venganza por el depósito de municiones”. La espada vengativa decapitó entonces la cabeza suplicante.